# Hybris (mitologia)
Hybris, Hybreos (stgr. Ὑβρις, Ὑβρεος) – w mitologii greckiej bóstwo i uosobienie arogancji i bezczelności, także przemocy, rozpusty, pychy oraz lekkomyślności i ogólnie skandalicznego zachowania. 
Była córką Nyks i Ereba lub (według innych wersji) Dysserbi oraz matką Korosa. Jej rzymskim odpowiednikiem jest Petulantia.
Wersja bajek Ezopa podaje, że gdy bogowie dokonywali po kolei zaślubin, Polemos (Wojna), jako jedyny samotny wybrał Hybris jako jedyną pozostałą jeszcze bez męża, i obecnością swą prześladował ją wszędzie. Dlatego niechętnie pozwalano jej zbliżyć się do miast i ludzkich skupisk, gdyż za nią zawsze podążał wojowniczy Polemos.
Hybris jako bóstwo stanowi w starożytnej literaturze greckiej postać szczególnie negatywną. Krytycznie przedstawiali ją i odradzali chodzenia jej śladem tacy pisarze, jak Bakchylides, Hezjod Atenajos czy Pindar.